# Cristián Sánchez (présentateur)
Cristián Arturo Sánchez Barceló (né le 29 mai 1972 à Santiago du Chili), est un journaliste et présentateur de télévision chilien.

## Filmographie

### Télévision
| Année       | Émission                         | Rôle                                          | Chaîne      |
| ----------- | -------------------------------- | --------------------------------------------- | ----------- |
| 2000        | Pantalla abierta                 | Animateur                                     | Canal 13    |
| 2003        | ADN: Artistas en Nacimiento      | Animateur                                     | Canal 13    |
| 2004-2005   | Viva la mañana                   | Animateur                                     | Canal 13    |
| 2005-2008   | Alfombra roja                    | Animateur                                     | Canal 13    |
| 2008        | Juntos, el show de la mañana     | Animateur                                     | Canal 13    |
| 2009-2012   | SQP                              | Animateur                                     | Chilevisión |
| 2010        | Combate Estelar                  | Animateur                                     | Chilevisión |
| 2012        | Fiebre de Baile V                | Animateur                                     | Chilevisión |
| 2012-2013   | La mañana de Chilevisión         | Animateur                                     | Chilevisión |
| 2012        | Talento chileno                  | Animateur Backstage                           | Chilevisión |
| 2012        | Amazonas (téléréalité)           | Animateur                                     | Chilevisión |
| 2013        | XLIV Festival del Huaso de Olmué | Présentateur                                  | Chilevisión |
| 2013        | Fiebre de Viña                   | Animateur (avec Carolina de Moras et Américo) | Chilevisión |
| 2013        | Baila al Ritmo de un Sueño       | Animateur                                     | Chilevisión |
| 2013        | Killer Karaoke                   | Animateur                                     | Chilevisión |
| 2014-2015   | SQP                              | Animateur                                     | Chilevisión |
| 2016        | Por ti                           | Animateur                                     | TVN         |
| Depuis 2017 | Muy buenos días                  | Animateur                                     | TVN         |

### Cinéma
| Année | Film              | Rôle     | Réalisateur                                       |
| ----- | ----------------- | -------- | ------------------------------------------------- |
| 2012  | Stefan v/s Kramer | Lui-même | Stefan Kramer, Sebastián Freund et Eduardo Prieto |